# エピサイクロイド
- 数学 > 幾何学 > 曲線 > 輪転曲線（英語版） > トロコイド > エピサイクロイド

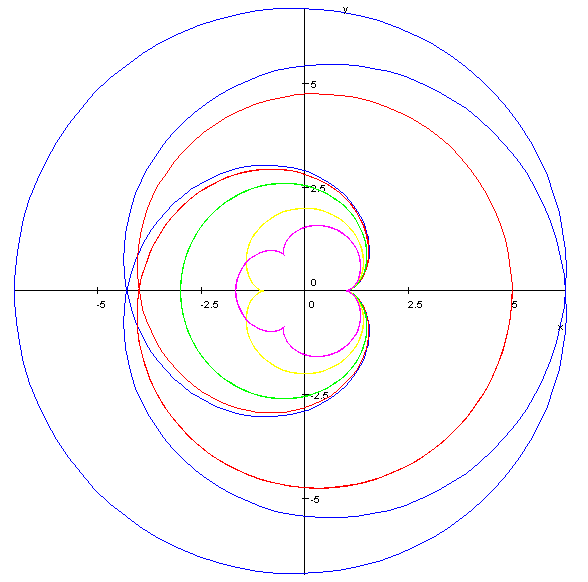
外サイクロイド
(r_{c} = 1, r_{m} = 1/3（マゼンタ）, 1/2（黄）, 1（緑）, 2（赤）, 3（青）)

エピサイクロイド（英語: epicycloid）とは、定円に外接しながら円が滑らずに回転するときの円周上の定点の軌跡をいう（→生成アニメーション）。外サイクロイド、外擺線（がいはいせん）とも呼ばれる。エピサイクロイドは外トロコイドの一種と見なすことができる。
定円の半径を rc, 動円の半径を rm, 回転角を θ とすると、エピサイクロイドの媒介変数表示は
{\displaystyle {\begin{cases}x=(r_{\mathrm {c} }+r_{\mathrm {m} })\cos \theta -r_{m}\cos \left({\dfrac {r_{\mathrm {c} }+r_{\mathrm {m} }}{r_{\mathrm {m} }}}\theta \right),\\[2ex]y=(r_{\mathrm {c} }+r_{\mathrm {m} })\sin \theta -r_{\mathrm {m} }\sin \left({\dfrac {r_{\mathrm {c} }+r_{\mathrm {m} }}{r_{\mathrm {m} }}}\theta \right).\end{cases}}}
定円と回転する円の半径の比が 1:1 のときカージオイド、2:1 のときネフロイドとなる。